# (555915) 2014 GX53
2014 GX53 ist ein großes transneptunisches Objekt im Kuipergürtel, das bahndynamisch als Scattered Disk Object (SDO) oder als Cubewano (CKBO) eingestuft wird. Aufgrund seiner Größe gehört der Asteroid möglicherweise zu den Zwergplanetenkandidaten.

## Entdeckung
2014 GX53 wurde am 5. April 2014 von einem Astronomenteam, bestehend aus B. Gibson, T. Goggia, N. Primak, A. Schultz und M. Willman, im Rahmen des Pan-STARRS-Projekts mit dem 1,8-m-Ritchey-Chretien-Teleskop (PS1) am Haleakalā-Observatorium (Maui) entdeckt. Die Entdeckung wurde am 17. Juli 2016 bekanntgegeben.
Nach seiner Entdeckung ließ sich 2014 GX53 auf Fotos bis zum 12. April 2002, die im Rahmen des Near-Earth-Asteroid-Tracking-Programmes (NEAT) am Palomar-Observatorium (Kalifornien) gemacht wurden, zurückgehend identifizieren und so seinen Beobachtungszeitraum um 12 Jahre verlängern, um so seine Umlaufbahn genauer zu berechnen. Seither wurde der Planetoid durch verschiedene erdbasierte Teleskope beobachtet. Im September 2018 lagen insgesamt 220 Beobachtungen über einen Zeitraum von 17 Jahren vor. Die bisher letzte Beobachtung wurde im März 2018 am Purple Mountain-Observatorium (Volksrepublik China) durchgeführt. (Stand 14. März 2019)

## Eigenschaften

### Umlaufbahn
2014 GX53 umkreist die Sonne in 262,31 Jahren auf einer leicht elliptischen Umlaufbahn zwischen 35,05 AE und 46,90 AE Abstand zu deren Zentrum. Die Bahnexzentrizität beträgt 0,145, die Bahn ist 14,50° gegenüber der Ekliptik geneigt. Derzeit ist der Planetoid 35,08 AE von der Sonne entfernt. Das Perihel durchläuft er das nächste Mal 2022, der letzte Periheldurchlauf dürfte also im Jahre 1760 erfolgt sein.
Marc Buie (DES) klassifiziert den Planetoiden als SDO oder als Cubewano, wobei er zu den bahndynamisch «heißen» klassischen KBO gehört, während vom Minor Planet Center keine spezifische Einstufung existiert; letzteres ordnet ihn als Nicht-SDO und allgemein als «Distant Object» ein.

### Größe
Derzeit wird von einem Durchmesser von 373 km ausgegangen, basierend auf einem Rückstrahlvermögen von 8 % und einer absoluten Helligkeit von 5,6 m. Ausgehend von diesem Durchmesser ergibt sich eine Gesamtoberfläche von etwa 437.000 km2. Die scheinbare Helligkeit von 2014 GX53 beträgt 21,06 m.
Da es denkbar ist, dass sich 2014 GX53 aufgrund seiner Größe im hydrostatischen Gleichgewicht befindet und somit weitgehend rund sein könnte, erfüllt er möglicherweise die Kriterien für eine Einstufung als Zwergplanet. Mike Brown geht davon aus, dass es sich bei 2014 GX53 um vielleicht einen Zwergplaneten handelt.
| Jahr                                         | Abmessungen km | Quelle   |
| -------------------------------------------- | -------------- | -------- |
| 2018                                         | 368,0          | Johnston |
| 2018                                         | 373,0          | Brown    |
| Die präziseste Bestimmung ist fett markiert. |                |          |